# Vicepresidente della Repubblica di Palau
Il Vicepresidente della Repubblica di Palau è la figura che coadiuva, e se necessario sostituisce, il Presidente della Repubblica di Palau nelle funzioni di capo di Stato e di governo.

## Elenco
| Ritratto | Nominativo                  | Mandato della carica              |
| -------- | --------------------------- | --------------------------------- |
|          | Alfonso Oiterong            | 2 marzo 1981 - 30 giugno 1985     |
|          | Thomas Ongelibel Remengesau | 25 ottobre 1985 - 20 agosto 1988  |
|          | Kuniwo Nakamura             | 1º gennaio 1989 – 1º gennaio 1993 |
|          | Thomas Esang Remengesau     | 1º gennaio 1993 – 1º gennaio 2001 |
|          | Sandra Pierantozzi          | 19 gennaio 2001 - 1 gennaio 2005  |
|          | Elias Camsek Chin           | 1º gennaio 2005 - 15 gennaio 2009 |
|          | Kerai Mariur                | 15 gennaio 2009 - 17 gennaio 2013 |
|          | Antonio Bells               | 17 gennaio 2013 – 19 gennaio 2017 |
|          | Raynold Oilouch             | 19 gennaio 2017 – 21 gennaio 2021 |
|          | Uduch Sengebau Senior       | 21 gennaio 2021 - in carica       |